# Reinhard Bruck

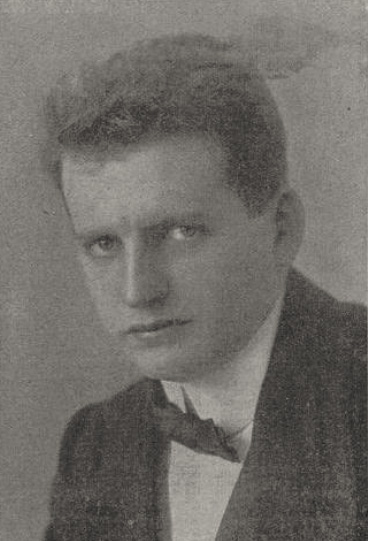
Reinhard Bruck (1912)

Reinhard Bruck (* 28. Juni 1885 in Prag, Österreich-Ungarn; † 5. Juni 1929 in Berlin) war ein deutscher Theaterschauspieler und -regisseur, Stummfilmregisseur und Drehbuchautor.

## Leben und Wirken
Bruck hatte in Frankfurt am Main das Gymnasium absolviert und anschließend in Heidelberg, Erlangen und Berlin Philosophie, Literatur und Kunstgeschichte studiert. 1906 wurde er mit der Dissertation Heinrich Steffens. Ein Beitrag zur Philosophie der Romantik promoviert. Seine berufliche Tätigkeit begann Dr. Reinhard Bruck als Dramaturg und Schauspieler am Intimen Theater in Nürnberg. Beim Düsseldorfer Schauspielhaus diente er anschließend als Oberregisseur und stellvertretender Direktor. Zu dieser Zeit debütierte Bruck als Regisseur auch beim Film, als der in Düsseldorf ansässige Produktionspionier Ludwig Gottschalk ihm rund um das Jahr 1910 entsprechende Angebote unterbreitete.
1912/13 wirkte Bruck als Oberregisseur am Stadttheater von Freiburg im Breisgau, dann übersiedelte er nach Berlin, um eine Stelle als Oberregisseur am Königlichen Schauspielhaus anzutreten. 1918/19 stand er dieser Bühne, nun „Preußisches Staatstheater“ genannt, auch als Direktor vor. Bruck blieb dort bis 1923 und nahm in dieser Zeit auch seine Filmtätigkeit wieder auf, diesmal sowohl als Regisseur als auch als Drehbuchautor. Kurz nach dem Ersten Weltkrieg inszenierte er unter der Ägide von Jules Greenbaum mehrere Kinodramen mit Albert Bassermann und dessen Ehefrau Else, 1921 drehte Bruck sogar mit Asta Nielsen. Als Gemeinschaftsgründung mit Berthold Viertel und Ernst Josef Aufricht entstand „Die Truppe“ Theater- und Filmgesellschaft m.b.H. im Februar 1923. Laut Handelsregistereintrag war Gegenstand des Unternehmens die Veranstaltung von Schauspielvorstellungen sowie die Herstellung und der Vertrieb von Filmen. Zeitgleich vernachlässigte er aber auch nicht die Theaterarbeit und inszenierte sowohl an Berlins Meinhardt-Bernauer-Bühnen als auch an den Saltenburg-Bühnen. Sein letztes Direktorat führte ihn an das Theater am Nollendorfplatz.

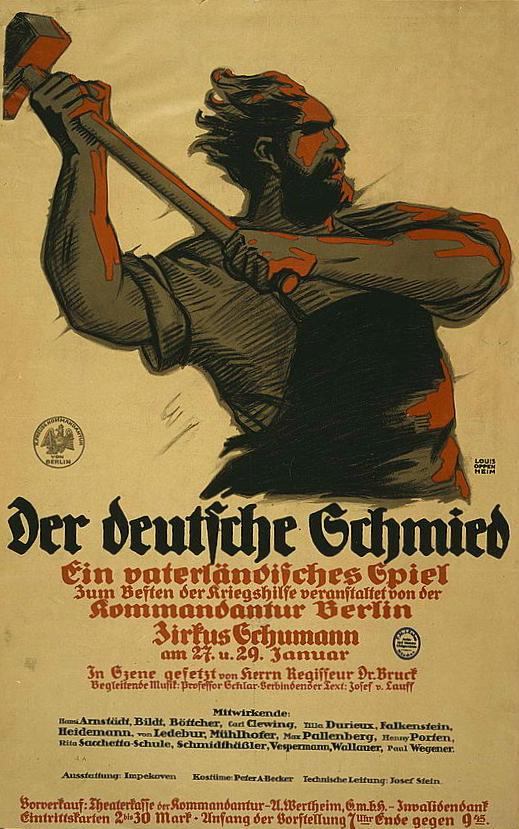
Der deutsche Schmied im Zirkus Schumann in Berlin, 1915

Am 5. Juni 1929 nahm sich Reinhard Bruck das Leben.

## Filmografie
als Regisseur, wenn nicht anders angegeben
- 1911: Lebensfreude, Polaire in der Hauptrolle
- 1911: Zouza (auch Drehbuch), Polaire in der Hauptrolle
- 1911: Halbwelt (auch Drehbuch)
- 1918: Das Erdbeben in Chili (auch Drehbuch), Produktion Max Mack, nach gleichnamiger Novelle von Heinrich von Kleist[2]
- 1918: Othello oder: Das Verhängnis eines Fürstenhauses (nur Drehbuch)
- 1919: Das Gelübde der Keuschheit (nur Drehbuch)
- 1919: Der Eid des Stephan Huller (auch Drehbuch)
- 1919: Bocaccios Liebesabenteuer
- 1920: Puppen des Todes (auch Drehbuch)
- 1920: Die Verschleierte
- 1920: Planetenschieber
- 1921: Die Nächte des Cornelius Brouwer
- 1921: Der Frauenarzt
- 1921: Haschisch, das Paradies der Hölle
- 1921: Brigantenrache
- 1922: Grenzwacht im Schnee
- 1922: Liebes-List und -Lust (auch Drehbuch)